# 신흥관
신흥관(新興館)은 함흥시의 유명 냉면 전문점이다. 남한에서 먹는 비빔냉면 함흥냉면과 유사한 냉면은 현재는 팔지 않으며 함흥에서 먹는 함흥식 물냉면을 맛볼 수 있다.